# Esenbeckia
Esenbeckia es un género con 29 especies de plantas  perteneciente a la familia Rutaceae. Todas las especies del género son nativas de las Américas , con la mayor diversidad en América del Sur.

## Descripción
Son arbustos o árboles pequeños, inermes; plantas hermafroditas. Hojas alternas (en Nicaragua) u opuestas, simples o 1–5-folioladas (3-folioladas en Nicaragua). Inflorescencia paniculada, terminal (en Nicaragua) o axilar, yemas floríferas globosas, flores actinomorfas; sépalos 5, connados sólo en la base, verdes; pétalos 5, libres pero adheridos en el ápice cuando en yema, imbricados o valvados; estambres 5, libres, anteras cordadas, con o sin (en Nicaragua) apéndices, estaminodios ausentes; nectario en forma de roseta o cúpula, 5- o 10-lobado, estilo 1, simple, estigma 4 o 5-lobado. Fruto una cápsula con (4) 5 mericarpos fusionados, semillas 1 o 2 por mericarpo.

## Taxonomía
El género fue descrito por Carl Sigismund Kunth  y publicado en Nova Genera et Species Plantarum (quarto ed.) 7: 246–247. 1825. La especie tipo es: Esenbeckia pilocarpoides Kunth
Etimología
Esenbeckia: nombre genérico que fue otorgado en honor del naturalista alemán Christian Gottfried Daniel Nees von Esenbeck (1776 - 1858).

## Especies
Especies aceptadas en PlantList:
- Esenbeckia alata (H.Karst. & Triana) Triana & Planch.
- Esenbeckia almawillia Kaastra
- Esenbeckia amazonica Kaastra
- Esenbeckia berlandieri Baill.
- Esenbeckia collina Brandegee
- Esenbeckia cornuta Engl.
- Esenbeckia cowanii Kaastra
- Esenbeckia decidua Pirani
- Esenbeckia densiflora (Chodat & Hassl.) Hass
- Esenbeckia echinoidea Standl. & Steyerm.
- Esenbeckia febrifuga (A.St.-Hil.) A.Juss. ex Mart. - angostura brasileña, quina del Brasil.[6]
- Esenbeckia feddemae Kaastra
- Esenbeckia flava Brandegee
- Esenbeckia grandiflora Mart.
- Esenbeckia hartmanii B.L.Rob. & Fernald
- Esenbeckia hieronymi Engl.
- Esenbeckia irwiniana Kaastra
- Esenbeckia kallunkiae Pirani
- Esenbeckia leiocarpa Engl.
- Esenbeckia macrantha Rose
- Esenbeckia nesiotica Standl.
- Esenbeckia oligantha Kaastra
- Esenbeckia panamensis T.S.Elias
- Esenbeckia pentaphylla Griseb.
- Esenbeckia pilocarpoides Kunth
- Esenbeckia pumila Pohl
- Esenbeckia runyonii C.V.Morton
- Esenbeckia scrotiformis Kaastra
- Esenbeckia vazquezii Ramos et E. Martínez
- Esenbeckia warscewiczii Engl.